# نغمه مرادی
نغمه مرادی (زاده ۱۹ شهریور ۱۳۶۸) بازیکن فوتبال اهل ایران و عضو تیم ملی فوتسال زنان ایران است.